# Pierre Aubé
Pierre Aubé (Normandia, 23 febbraio 1944) è uno storico francese.
È stato professore a Rouen per 30 anni.

## Opere
- 1981: Baudouin IV de Jérusalem. Le roi lépreux.
- 1983: Les Empires normands d'Orient, XIe-XIIIe siècles.
- 1985: Godefroy de Bouillon, Fayard.
- 1988: Thomas Becket, Fayard.
- 1999: Jérusalem 1099, Actes Sud.
- 2001: Roger II de Sicile. Un Normand en Méditerranée, Payot.
- 2001: Éloge du mouton, Actes Sud.
- 2003: Saint Bernard de Clairvaux, Fayard.
- 2007: Un croisé contre Saladin. Renaud de Châtillon.

In collaborazione:
- 1996: Atlas de l'histoire de France, sous la direction de René Rémond, Perrin.
- 2000: Jérusalem. Le sacré et le politique, sous la direction d'Elias Sanbar et Farouk Mardam-Bey, Actes Sud.